# واقي العطس

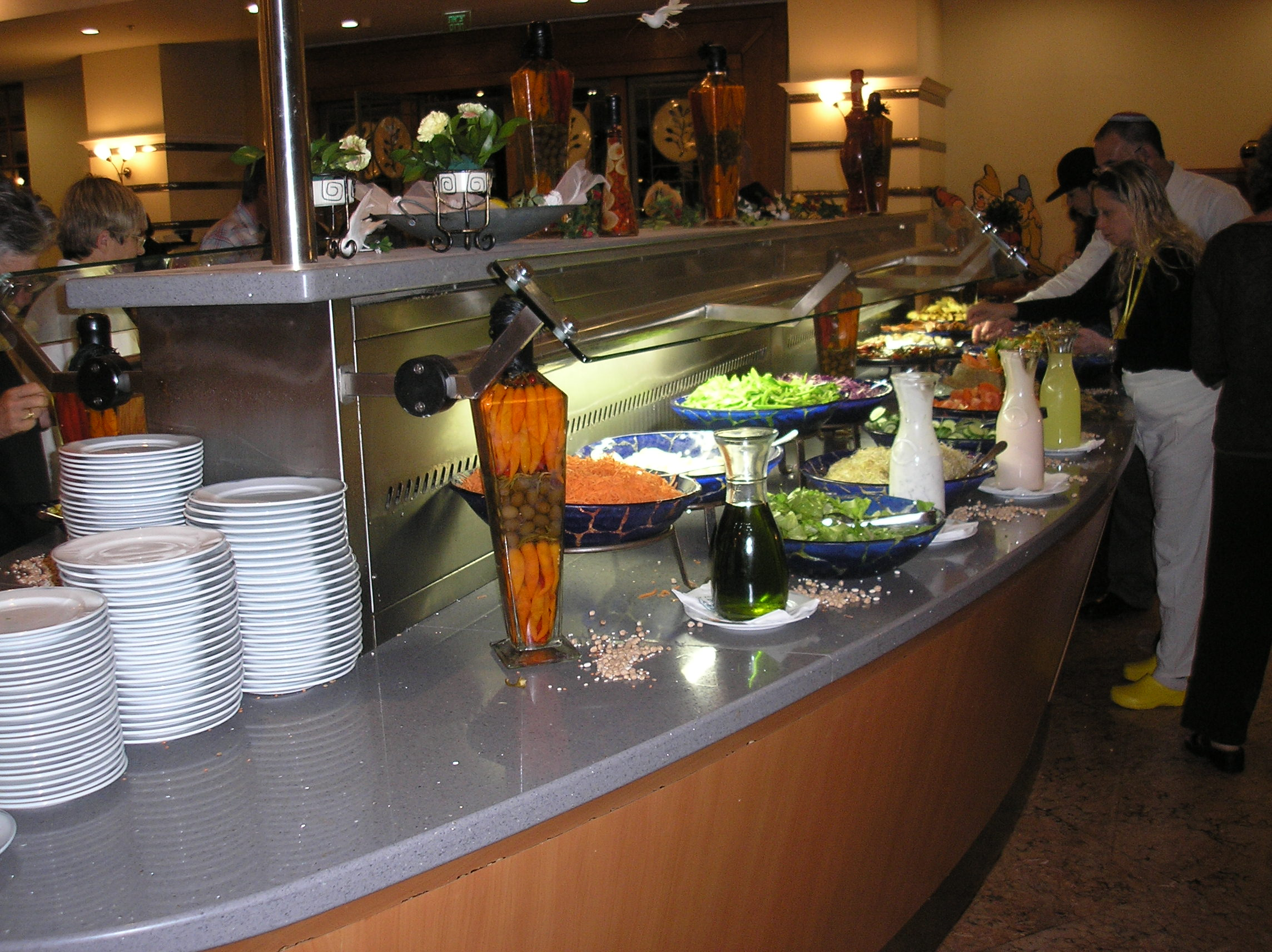
واقي عطس فوق مقصف سَلَطة.

واقي العطس[بحاجة لمصدر] هي شاشة بلاستيكية أو زجاجية مصممة لحماية الطعام من التلوث الإشعاعي. واقي العطس شائع في المطاعم والمقاصف ، ويمنع مسببات الأمراض من دخول الطعام أثناء العطس.
تم تسجيل براءة الاختراع لواقي العطس عام 1959م بواسطة صاحب المطعم جوني غارنو على أنه «طاولة تقديم طعام»، و مع بداية الستينات، فوضت إدارة الغذاء والدواء تواجد واقيات الطعام في الأسواق. و قد اعتمدت أنظمة مماثلة في وقت لاحق من قبل الولايات المتحدة الأمريكية الخمسين.